# نامارستاغ
نامارستاغ هي منطقة ريفية تقع ضمن محافظة مازندران، في إيران وتقع تحديداً في نطاق مقاطعة آمل، حيث تُعرف بمناظرها الطبيعية الخضراء وطابعها الريفي.

## معرض الصور

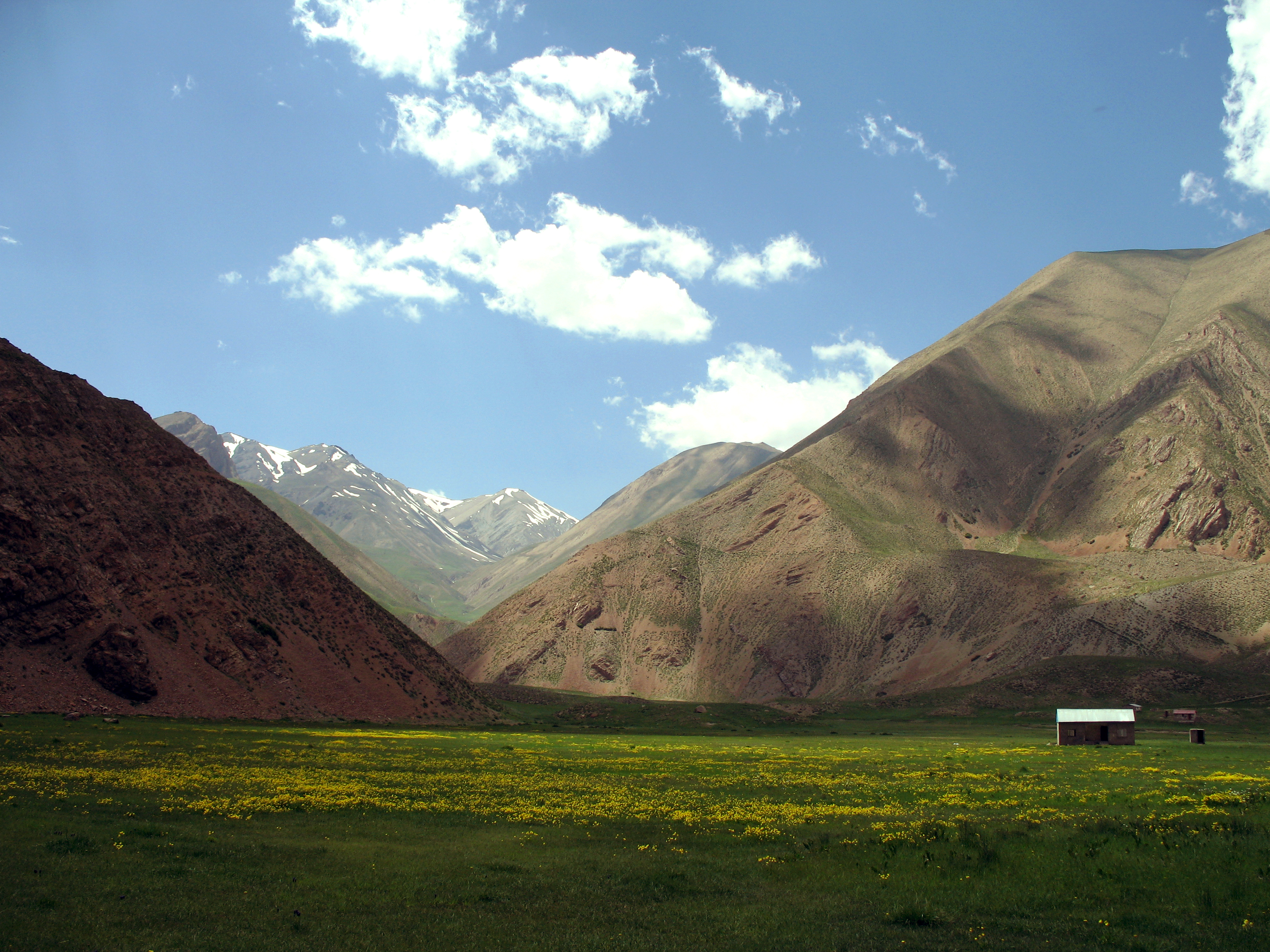
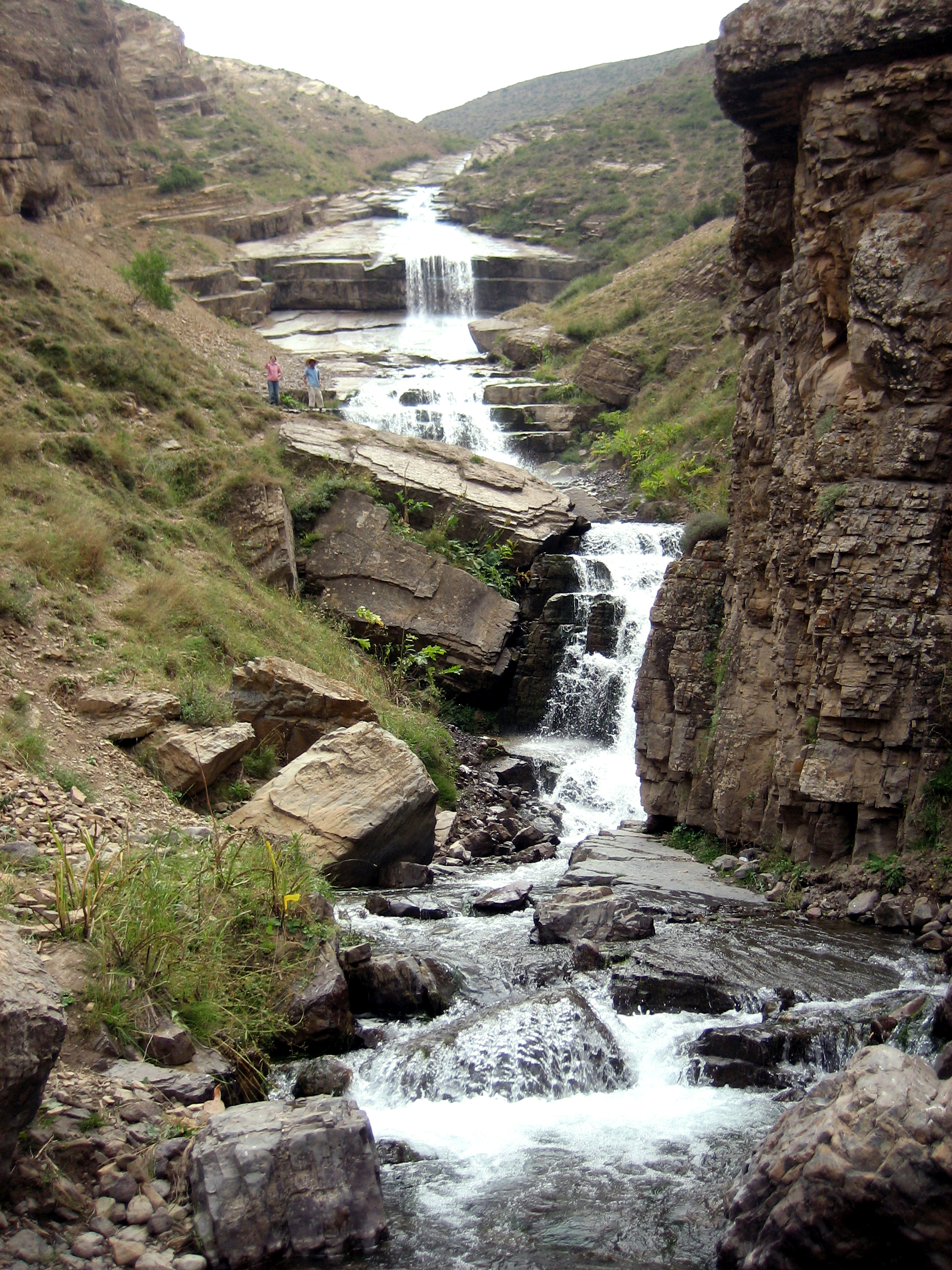